# Krzysztof Piątek
Krzysztof Piątek (Dzierżoniów, 1 de julho de 1995) é um futebolista polonês que atua como centroavante. Atualmente joga pelo Al-Duhail, do Catar.

## Carreira

### Zaglebie Lubin
Piątek começou a carreira no Zaglebie Lubin no final de 2013. Fez a sua estreia no Campeonato Polonês em 18 de maio de 2014 em uma partida contra o Cracovia. Ao longo da temporada, tornou-se titular no time. Marcou o seu primeiro gol na carreira em 12 de setembro de 2014, na vitória por 1-0 sobre o Chrobry Glogów. O primeiro gol no Campeonato Polonês aconteceu em 14 de agosto de 2015, numa vitória por 2-1 sobre o Lech Poznan.

### Cracovia
Em 2016, Piątek foi contratado pelo Cracovia e, ao longo das duas temporadas, marcou 32 gols em 63 jogos. Esse total incluiu 21 gols na temporada 2017-18, que o levaram a terminar a campanha no Campeonato Polonês como o terceiro artilheiro.

### Genoa
Em 8 de junho de 2018, Piątek assinou um contrato de quatro anos com o Genoa. Ele marcou quatro gols em uma partida sobre o Lecce, válido pela Coppa Italia. Fez a sua estréia na Série A em 26 de agosto, marcando um gol nos primeiros seis minutos da partida em uma vitória por 2-1 sobre o Empoli.
Em 30 de setembro, Piątek marcou dois gols em três minutos em uma vitória por 2-1 sobre o Frosinone.
Marcando oito gols em seis partidas, esse foi o melhor início de temporada de um estreante desde Karl Aage Hansen na temporada 1949-50. Se tornou o primeiro jogador desde Gabriel Batistuta na temporada 1994-95 a marcar em cada uma de suas sete primeiras partidas no Campeonato Italiano, quando marcou na derrota por 3-1 para o Parma.

### Milan
Em 23 de janeiro de 2019, o Milan anunciou a contratação de Piątek em um contrato com duração até 30 de junho de 2023. A contratação foi declarada em €35m. Piątek recebeu a camisa número 19 no Milan.
Um bom grupo foi reunido no Milan. Eu sou mais próximo de quem eu como junto, nominalmente Çalhanoglu, Bakayoko, Paquetá, Kessié, Rodriguez e Borini. Nós construímos um time de verdade. Eu espero que o Milan se torne enorme novamente graças a mim— Piątek, durante sua apresentação.
Piątek estreou pelo Milan em 29 de janeiro de 2019, contra a Napoli em uma partida que fez 2 gols, pela Coppa Italia de 2018–19.
Piątek ficou apenas um ano no Milan, pelo qual disputou 41 partidas, com 16 gols marcados.

### Hertha Berlin
Em 30 de janeiro de 2020, ele foi comprado pelo Hertha Berlin  por 27 milhões de euros.A estreia com a nova camisa na Bundesliga já acontece no dia seguinte, no segundo tempo da partida Hertha Berlin- Schalke 04 (0 a 0),enquanto o primeiro gol com os Berlinenses ocorreu em 4 de fevereiro, pela terceira rodada da Copa da Alemanha, na derrota para o Schalke 04 (3 a 2 após prorrogação).Em 28 de fevereiro, Piątek marcou seu primeiro gol na primeira divisão alemã, marcando o último gol do empate fora de casa por 3 a 3 contra Fortuna Düsseldorf, em cobrança de pênalti.
Deixou o Herta após 58 jogos e 13 golos.

### Fiorentina
Piątek juntou-se em janeiro de 2022 a Fiorentina por empréstimo de cinco meses, incluindo opção de compra  (fixada em 15 milhões de euros).Fez sua estreia com os toscanos no dia 13 de janeiro, na partida válida pelas oitavas de final da Copa da Itália, vencida por 5 a 2 fora de casa contra o Nápoles, marcando um gol.Em 10 de fevereiro, na partida das quartas de final da Copa da Itália, vencida por 3 a 2 fora de casa contra a  Atalanta, ele marcou seus primeiros dois gols com a Fiorentina.
Piątek deixou a Fiorentina, onde marcou seis gols em 18 jogos com a 'Viola'.

### Salernitana
Em 1º de setembro de 2022, Piątek foi emprestado ao clube italiano Salernitana, com opção de compra ao fim do empréstimo.
Deixou a Salernitana ao fim da temporada, onde realizou 33 jogos nos quais registou quatro golos e cinco assistências.

### Başakşehir
Piatek vai jogar pelos turcos do İstanbul Başakşehir, conforme anúncio oficial do clube, em 18 de julho de 2023, revelando a duração do vínculo, por três épocas e sem qualquer custo associado pela compra dos direitos econômicos.

## Seleção Polonesa
Em 2018, Piątek foi incluído na lista de 35 jogadores da Seleção Polonesa para a Copa do Mundo de 2018, mas foi um dos 12 jogadores cortados da equipe final do torneio.
Ele fez sua estreia pela Seleção Polonesa em um amistoso no dia 11 de setembro de 2018, começando em um empate por 1-1 contra a Seleção Irlandesa em Breslávia e dando assistência para Mateusz Klich aos 16 minutos do 2º tempo. Exatamente um mês depois, ele fez sua estreia oficial em um jogo da Liga das Nações contra Portugal e marcou o primeiro gol na derrota por 3-2.

## Estatísticas

### Clubes
Atualizado até 22 de maio de 2022..
| Equipe             | Temporada         | Campeonato nacional | Campeonato nacional | Copas nacionais | Copas nacionais | Competições continentais | Competições continentais | Outros torneios | Total | Total |
| Equipe             | Temporada         | Jogos               | Gols                | Jogos           | Gols            | Jogos                    | Gols                     |                 | Jogos | Gols  |
| ------------------ | ----------------- | ------------------- | ------------------- | --------------- | --------------- | ------------------------ | ------------------------ | --------------- | ----- | ----- |
| Lechia Dzierżoniów | 2012–13           | 6                   | 0                   | –               | –               | –                        | –                        | –               | 6     | 0     |
| Lechia Dzierżoniów | Total             | 6                   | 0                   | –               | –               | –                        | –                        | –               | 6     | 0     |
| Zaglebie Lubin     | 2013–14           | 4                   | 0                   | 0               | 0               | –                        | –                        | –               | 4     | 0     |
| Zaglebie Lubin     | 2014–15           | 30                  | 8                   | 3               | 1               | –                        | –                        | –               | 33    | 9     |
| Zaglebie Lubin     | 2015–16           | 33                  | 6                   | 3               | 2               | –                        | –                        | –               | 36    | 8     |
| Zaglebie Lubin     | 2016–17           | 5                   | 1                   | 1               | 0               | 6                        | 0                        | –               | 12    | 1     |
| Zaglebie Lubin     | Total             | 72                  | 15                  | 7               | 3               | 6                        | 0                        | –               | 85    | 18    |
| Cracovia           | 2016–17           | 27                  | 11                  | –               | –               | –                        | –                        | –               | 27    | 11    |
| Cracovia           | 2017–18           | 36                  | 21                  | 2               | 0               | –                        | –                        | –               | 38    | 21    |
| Cracovia           | Total             | 63                  | 32                  | 2               | 0               | –                        | –                        | –               | 65    | 32    |
| Genoa              | 2018–19           | 19                  | 13                  | 2               | 6               | –                        | –                        | –               | 21    | 19    |
| Genoa              | Total             | 19                  | 13                  | 2               | 6               | –                        | –                        | –               | 21    | 19    |
| Milan              | 2018–19           | 18                  | 9                   | 3               | 2               | –                        | –                        | –               | 21    | 11    |
| Milan              | 2019–20           | 18                  | 4                   | 2               | 1               | –                        | –                        | –               | 20    | 5     |
| Milan              | Total             | 36                  | 13                  | 5               | 3               | –                        | –                        | –               | 41    | 16    |
| Hertha Berlin      | 2019–20           | 15                  | 4                   | 1               | 1               | –                        | –                        | –               | 16    | 5     |
| Hertha Berlin      | 2020–21           | 32                  | 7                   | 0               | 0               | –                        | –                        | –               | 32    | 7     |
| Hertha Berlin      | 2021–22           | 9                   | 1                   | 1               | 0               | –                        | –                        | –               | 10    | 1     |
| Hertha Berlin      | Total             | 56                  | 12                  | 2               | 1               | –                        | –                        | –               | 58    | 13    |
| Fiorentina         | 2021–22           | 14                  | 3                   | 4               | 3               | –                        | –                        | –               | 18    | 6     |
| Fiorentina         | Total             | 14                  | 3                   | 4               | 3               | –                        | –                        | –               | 18    | 6     |
| Total na carreira  | Total na carreira | 266                 | 88                  | 22              | 17              | 6                        | 0                        | –               | 294   | 104   |

### Seleção Polonesa
Atualizado até 22 de maio de 2022.

| Ano   |       |      |         |
| Ano   | Jogos | Gols | Assist. |
| ----- | ----- | ---- | ------- |
| 2018  | 2     | 1    | 1       |
| 2019  | 8     | 4    | 0       |
| 2020  | 5     | 2    | 0       |
| 2021  | 6     | 2    |         |
| 2022  | 1     | 1    | 0       |
| Total | 15    | 7    | 1       |

|     | Data                   | Local                                     | Resultado | Adversário           | Gol(s) | Assist. | Competição                |
| --- | ---------------------- | ----------------------------------------- | --------- | -------------------- | ------ | ------- | ------------------------- |
| 1.  | 11 de setembro de 2018 | Estádio Municipal de Breslávia, Breslávia | 1–1       | Irlanda              | 0      | 1       | Amistoso Internacional    |
| 2.  | 11 de outubro de 2018  | Estádio da Silésia, Chorzów               | 2–3       | Portugal             | 1      | 0       | Liga das Nações da UEFA A |
| 3.  | 21 de março de 2019    | Ernst-Happel-Stadion, Viena               | 1–0       | Áustria              | 1      | 0       | Elim. Eurocopa de 2020    |
| 4.  | 24 de março de 2019    | Estádio Nacional de Varsóvia, Varsóvia    | 2–0       | Letónia              | 0      | 0       | Elim. Eurocopa de 2020    |
| 5.  | 7 de junho de 2019     | Estádio Felipe II da Macedônia, Escópia   | 1–0       | Macedônia do Norte   | 1      | 0       | Elim. Eurocopa de 2020    |
| 6.  | 10 de junho de 2019    | Estádio Nacional de Varsóvia, Varsóvia    | 4–0       | Israel               | 1      | 0       | Elim. Eurocopa de 2020    |
| 7.  | 6 de setembro de 2019  | Estádio Stožice, Liubliana                | 0–2       | Eslovênia            | 0      | 0       | Elim. Eurocopa de 2020    |
| 8.  | 10 de outubro de 2019  | Estádio Daugava, Riga                     | 3–0       | Letónia              | 0      | 0       | Elim. Eurocopa de 2020    |
| 9.  | 13 de outubro de 2019  | Estádio Nacional de Varsóvia, Varsóvia    | 2–0       | Macedônia do Norte   | 0      | 0       | Elim. Eurocopa de 2020    |
| 10. | 16 de novembro de 2019 | Estádio Teddy Kollek, Jerusalém           | 2–1       | Israel               | 1      | 0       | Elim. Eurocopa de 2020    |
| 11. | 5 de setembro de 2020  | Johan Cruijff Arena, Amesterdão           | 0–1       | Países Baixos        | 0      | 0       | Liga das Nações da UEFA A |
| 12. | 7 de outubro de 2020   | Stadion Energa Gdańsk, Gdańsk             | 5–1       | Irlanda              | 1      | 0       | Amistoso Internacional    |
| 13. | 14 de outubro de 2020  | Estádio Nacional de Varsóvia, Varsóvia    | 3–0       | Bósnia e Herzegovina | 0      | 0       | Liga das Nações da UEFA A |
| 14. | 11 de novembro de 2020 | Stadion Śląski, Chorzów                   | 2–0       | Ucrânia              | 0      | 0       | Amistoso Internacional    |
| 15. | 18 de novembro de 2020 | Stadion Śląski, Chorzów                   | 1–2       | Países Baixos        | 0      | 0       | Liga das Nações da UEFA A |

## Títulos
Zaglebie Lubin
- Campeonato Polonês de Futebol 2ª divisão: 2014–15

### Prêmios individuais
- Jogador do Mês na Serie A: Fevereiro de 2019[34]